# Zirkulierende Tumorzelle
Zirkulierende Tumorzellen (CTC) oder zirkulierende epitheliale Tumorzellen (CETC) sind Zellen, die sich von einem Primärtumor gelöst haben und in die Lymphgefäße oder den Blutkreislauf gelangt sind. Da es sich bei den Primärtumoren um Epithelialtumoren handelt, spricht man von zirkulierenden epithelialen Tumorzellen. Unter den zirkulierenden Tumorzellen gibt es eine Subpopulation, die in der Lage ist, sich in entfernten Organen wieder anzusiedeln und neue Tumoren, sogenannte Metastasen, wachsen zu lassen, die für die überwiegende Mehrheit der krebsbedingten Todesfälle verantwortlich ist. Der Nachweis und die Analyse von CTCs können dabei helfen, die Prognosen der Patienten bereits in einem frühen Stadium zu bewerten und geeignete, maßgeschneiderte Behandlungen zu finden.
CTCs wurden zum ersten Mal 1869 im Blut eines Mannes mit metastasierendem Krebs von Thomas Ashworth beobachtet, der postulierte, dass „Zellen, die mit denen des Krebses im Blut identisch sind, dazu neigen, etwas Licht auf die Entstehungsart zu werfen von mehreren Tumoren, die in derselben Person existieren“. Ein gründlicher Vergleich der Morphologie der zirkulierenden Zellen mit Tumorzellen aus verschiedenen Läsionen führte Ashworth zu dem Schluss, dass „eines sicher ist, dass sie [die CTC], wenn sie aus einer vorhandenen Krebsstruktur stammten, den größten Teil des Kreislaufsystems der Krebszellen passiert haben müssen, um an der inneren Vena saphena des gesunden Beins anzukommen.“
Die Bedeutung von CTCs in der modernen Krebsforschung begann Mitte der neunziger Jahre mit dem Nachweis, dass CTCs schon früh im Krankheitsverlauf existieren. Die moderne Krebsforschung hat gezeigt, dass CTCs von Klonen im Primärtumor stammen, was Ashworths Bemerkungen bestätigt. Die bedeutenden Bemühungen, die biologischen Eigenschaften der CTC zu verstehen, haben gezeigt, dass zirkulierende Tumorzellen eine entscheidende Rolle bei der metastasierenden Ausbreitung von Karzinomen spielen.
Zirkulierende Tumorzellen aus einer einfachen Blutprobe helfen jedoch nicht nur bei der Prognosestellung während einer Krebserkrankung. Sie können auch als zuverlässige Marker eingesetzt werden, um Medikamente auf ihre Wirksamkeit zu testen und therapierelevante Eigenschaften zu überprüfen. Darüber hinaus zeigten hochsensitive Einzelzellanalysen ein hohes Maß an Heterogenität auf Einzelzellebene. Die CTC spiegelten sowohl die Primärbiopsie als auch die Veränderungen an den Metastasen wider.
Gewebebiopsien haben gravierende diagnostische Nachteile: Sie sind invasiv, können nicht wiederholt verwendet werden und sind für das Verständnis des Metastasierungsrisikos, des Krankheitsverlaufs und der Wirksamkeit der Behandlung unwirksam. CTCs hingegen könnten daher als „flüssige Biopsie“ betrachtet werden, die die Metastasierung in Aktion aufdeckt und Live-Informationen über den Krankheitsstatus des Patienten liefern. Blutuntersuchungen sind einfach und sicher durchzuführen und mehrere Proben können im Laufe der Zeit entnommen werden. Im Gegensatz dazu erfordert die Analyse von soliden Tumoren invasive Verfahren, die die Compliance des Patienten einschränken können. Die Möglichkeit, den Krankheitsverlauf über die Zeit zu überwachen, könnte eine angemessene Anpassung der Therapie eines Patienten erleichtern und möglicherweise dessen Prognose und Lebensqualität verbessern. Ein wichtiger Aspekt der Prognosefähigkeit für den zukünftigen Krankheitsverlauf ist die (zumindest vorübergehende) Beseitigung der Notwendigkeit einer Operation, wenn die CTC-Wiederholungszahlen niedrig sind und nicht ansteigen.